# Ураганът (филм)
„Ураганът“ (на английски: The Hurricane) е американска биографична спортна драма филм от 1999 година на режисьора Норман Джуисън.

## Сюжет
Филмът разказва историята на известния чернокож боксьор Рубин Картър, по прякор „Ураганът“, който победи световния шампион в средна категория на 20 декември 1963 г. През 1966 г. обаче е обвинен в тройно убийство и осъден на доживотен затвор. Как се случи това и наистина ли е виновен за престъплението? Биографията на Картър е показана през погледа на младия Лезра Мартин, който в началото на 1980-те години чете книгата на боксьора, вдъхновява се от неговата история и решава да му помогне да постигне справедливост на всяка цена.

## В ролите
| Актьор              | Роля                         |
| ------------------- | ---------------------------- |
| Дензъл Уошингтън    | Рубин (Ураганът) Картър      |
| Дебора Ангър        | Лиза Питърс                  |
| Вайселос Рион Шанън | Лезра Мартин                 |
| Лийв Шрайбър        | Сам Чейтън                   |
| Джон Хана           | Тери Суинтън                 |
| Дан Хедая           | детектив Дела Песка Патерсън |
| Деби Морган         | Мей Телма                    |
| Род Стайгър         | съдия Сарокин                |
| Кланси Браун        | лейтенант Джими Уилямс       |
| Дейвид Паймър       | адвокат Майрън Бедлък        |
| Харис Юлин          | адвокат Леон Фридман         |
| Винсънт Пасторе     | Алфред Бело                  |